# 지프 (영화)
"지프"는 한국에서 제작된 박노식 감독의 1972년 영화이다. 김희라 등이 주연으로 출연하였고 김형근 등이 제작에 참여하였다.

## 출연

### 주연
- 김희라
- 윤연경